# OWL
OWL és l'acrònim de l'anglès Web Ontology Language, un llenguatge de marcat per publicar i compartir dades usant ontologies en la WWW. OWL té com a objectiu facilitar un model de marcat construït sobre RDF i codificat en XML.
Té com a antecedent DAML+OIL, en els quals es van inspirar els creadors de OWL per crear el llenguatge. Al costat de l'entorn RDF i altres components, aquestes eines fan possible el projecte de web semàntica.

## Variants
Actualment, OWL té tres variants o branques:
- OWL Lite
- OWL DL
- OWL Full

Aquestes variants incorporen diferents funcionalitats, i en general, OWL Lite és més senzill que OWL DL, i OWL DL és més senzill que OWL Full. OWL Lite i OWL DL està construït de tal forma que tota sentència pugui ser resolta en temps finit, la versió més completa de OWL Full pot contenir 'bucles' infinits.
OWL DL es basa en la lògica descriptiva.{\displaystyle {\mathcal {SHOIN}}(D)}
El subconjunt OWL Lite es basa en la lògica menys expressiva .{\displaystyle {\mathcal {SHIF}}(D)}

## Sobre l'acrònim
Encara que l'acrònim correcte per a Web Ontology Language hauria de ser WOL en lloc d'OWL. OWL va ser proposat com un acrònim que fos fàcilment pronunciable en anglès, facilités bons logos i es relacioni amb el prestigiós projecte de representació del coneixement dels anys setanta de Bill Martin One World Language.